# História das Guianas

Mapa da região sul-americana das Guianas

As Guianas são divididas atualmente em 4 territórios: Suriname, Guiana, Guiana Francesa e Guiana Portuguesa. O Suriname foi colonizado no passado pelos neerlandeses até a primeira metade do século XX. A Guiana foi colonizada pela Grã-Bretanha até o começo do século XX. A Guiana Francesa ainda é um território ultramar da França. A Guiana Portuguesa foi colonizada por Portugal e pertence ao Brasil. Antes existiam 5 Guianas: Suriname, Guiana, Guiana Francesa, Guiana Brasileira ou Guiana Portuguesa (atual estado brasileiro do Amapá) e Guayana (na Venezuela). Hoje são países pouco populosos e pobres. Sua principal atividade era o café.